# Oronko-Fels

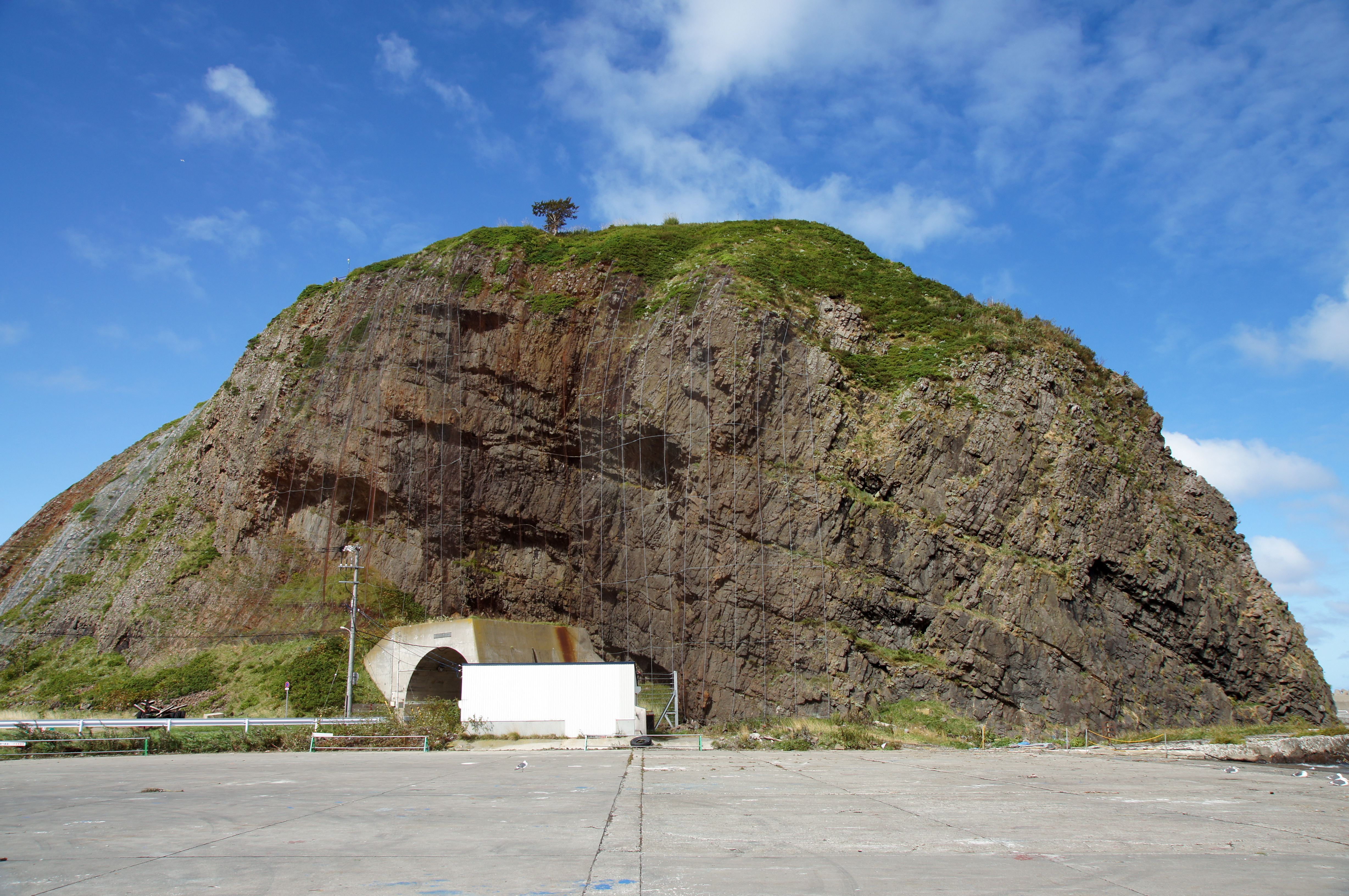
Oronko-Fels

Der Oronko-Fels (japanisch オロンコ岩 Oronko-iwa) ist ein 60 m hoher Felsen am Fischerhafen Utoro in Shari, Unterpräfektur Okhotsk in Hokkaidō, Japan.
Seine Bezeichnung erhielt der Fels aus der Sprache der Ainu, aus der die Bezeichnung für die Ureinwohner, die Oroken oder Uilta (ウィルタ), ein kleines tungusisches Volk, stammt.
Von der ebenen Oberfläche des Oronko-Felsen aus hat man einen 360°-Rundblick auf das Kap Puyuni (プユニ岬 Puyuni-misaki), Kap Chashikotsu (チャシコツ崎 Chashikotsu-saki) und das Ochotskische Meer. Zusammen mit dem Fischereihafen Utoro und dem Shiretoko-Gebirgszug gehört die Sicht vom Oronko-Felsen zu den „acht schönen Landschaften von Shiretoko“ (知床八景).

## Galerie

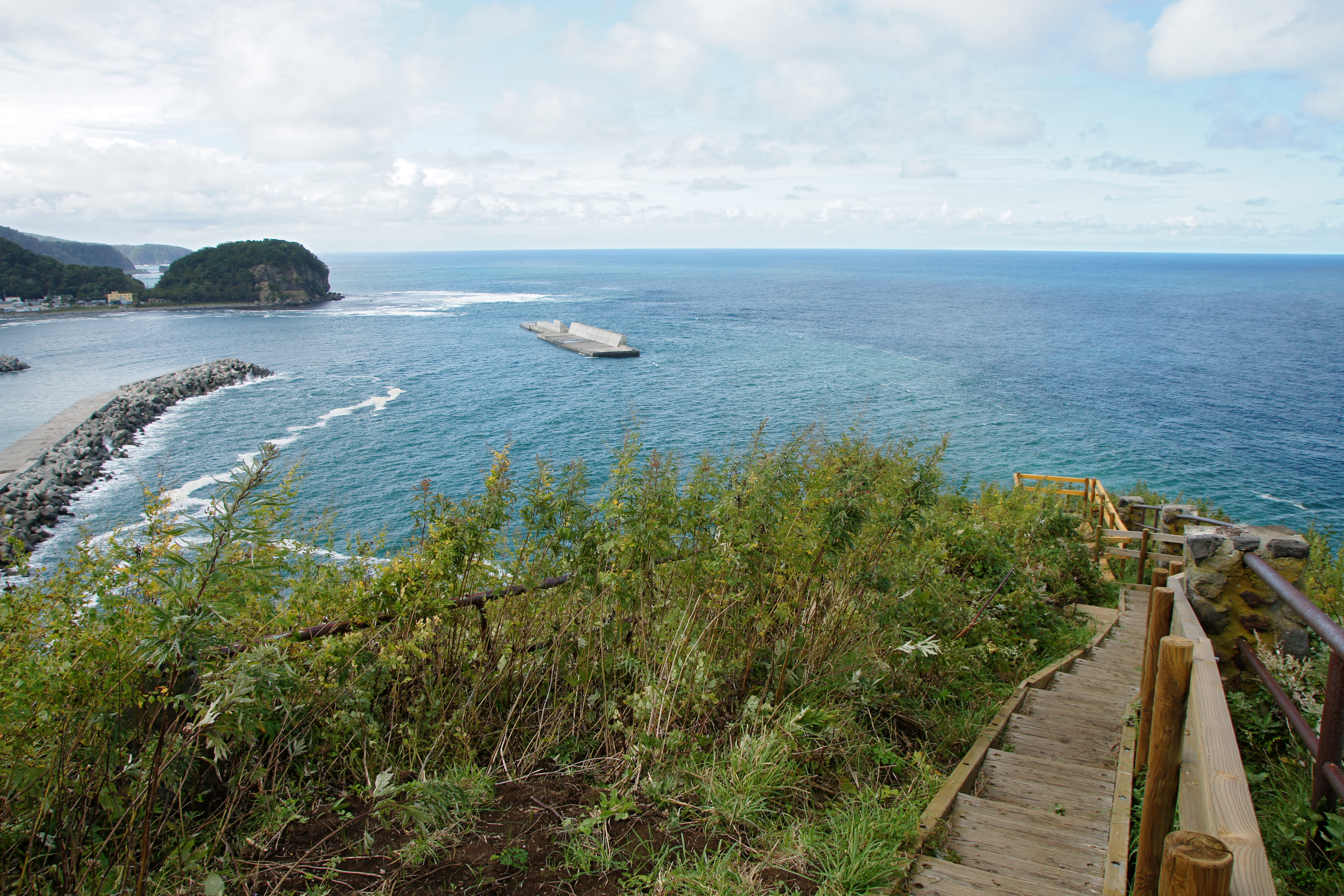
Oronko-Fels
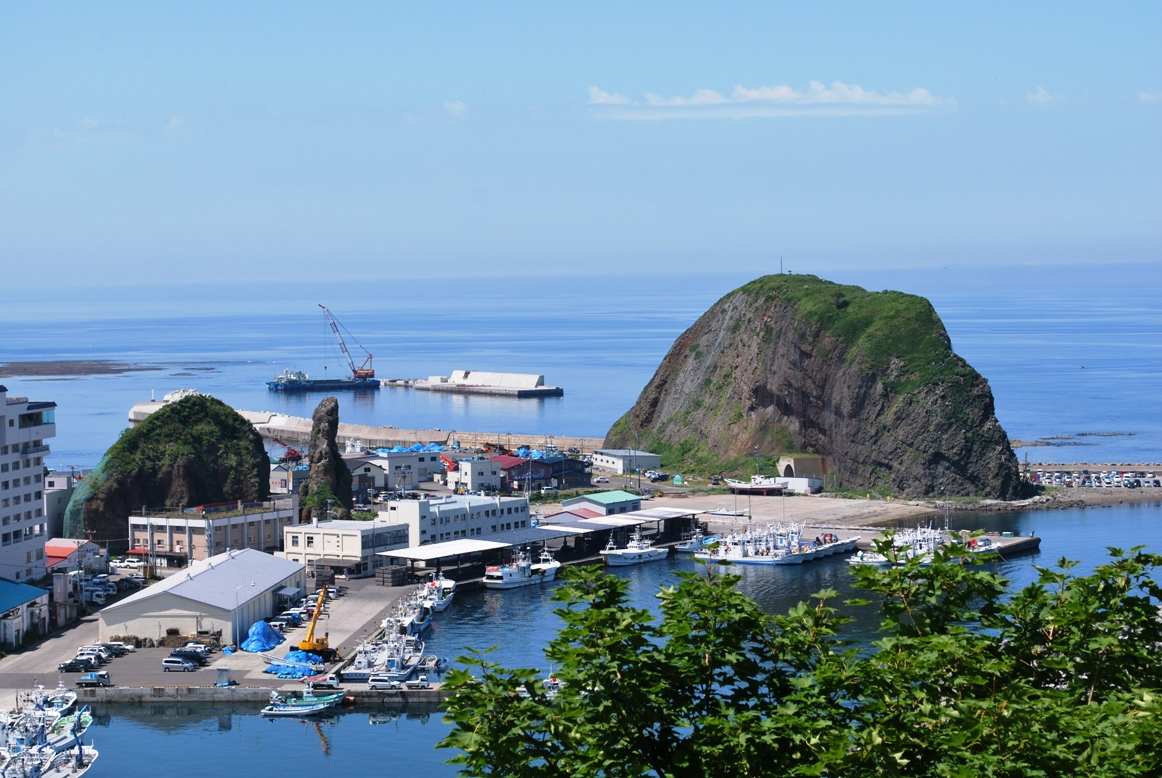
Fischereihafen Utoro
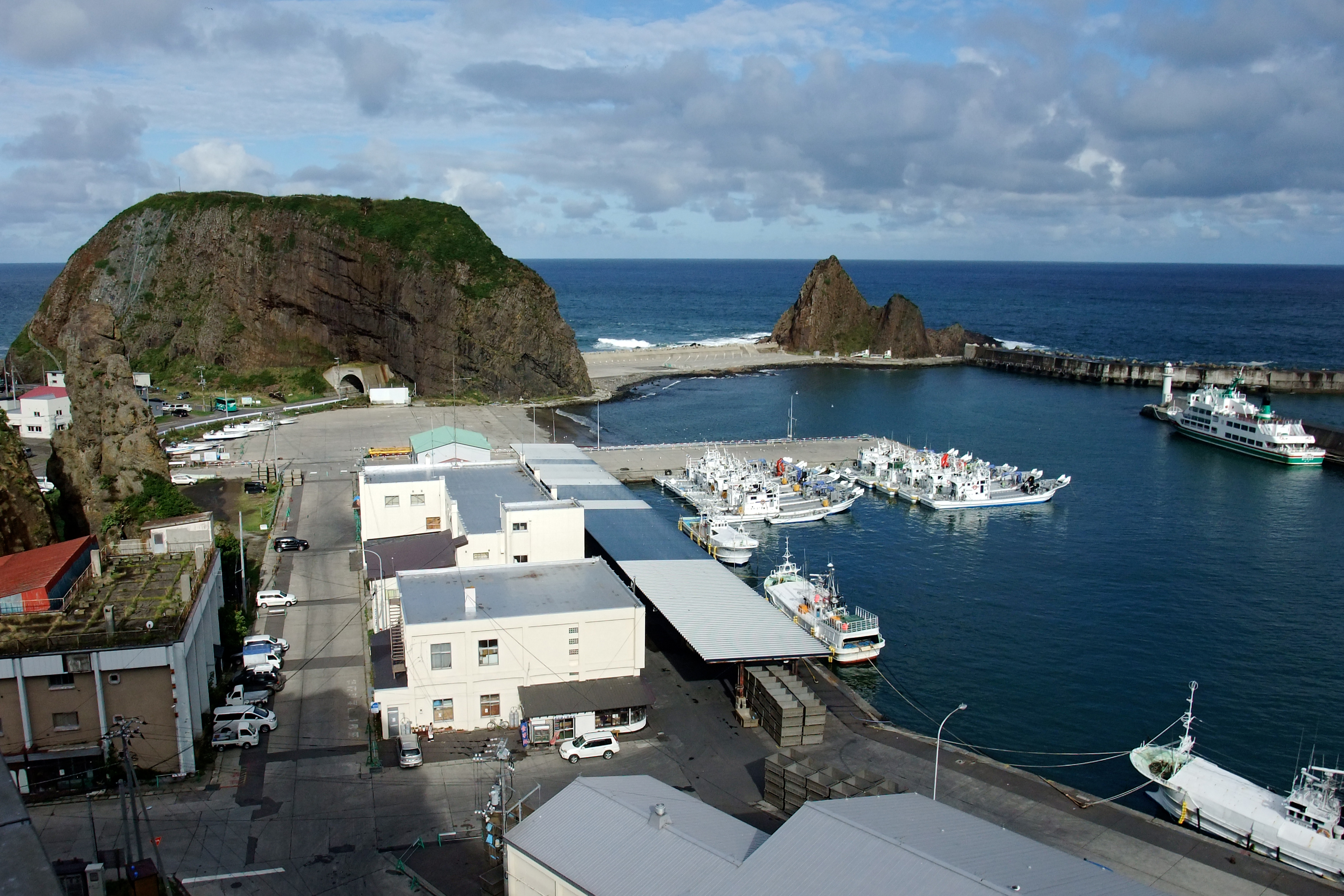
Fischereihafen Utoro
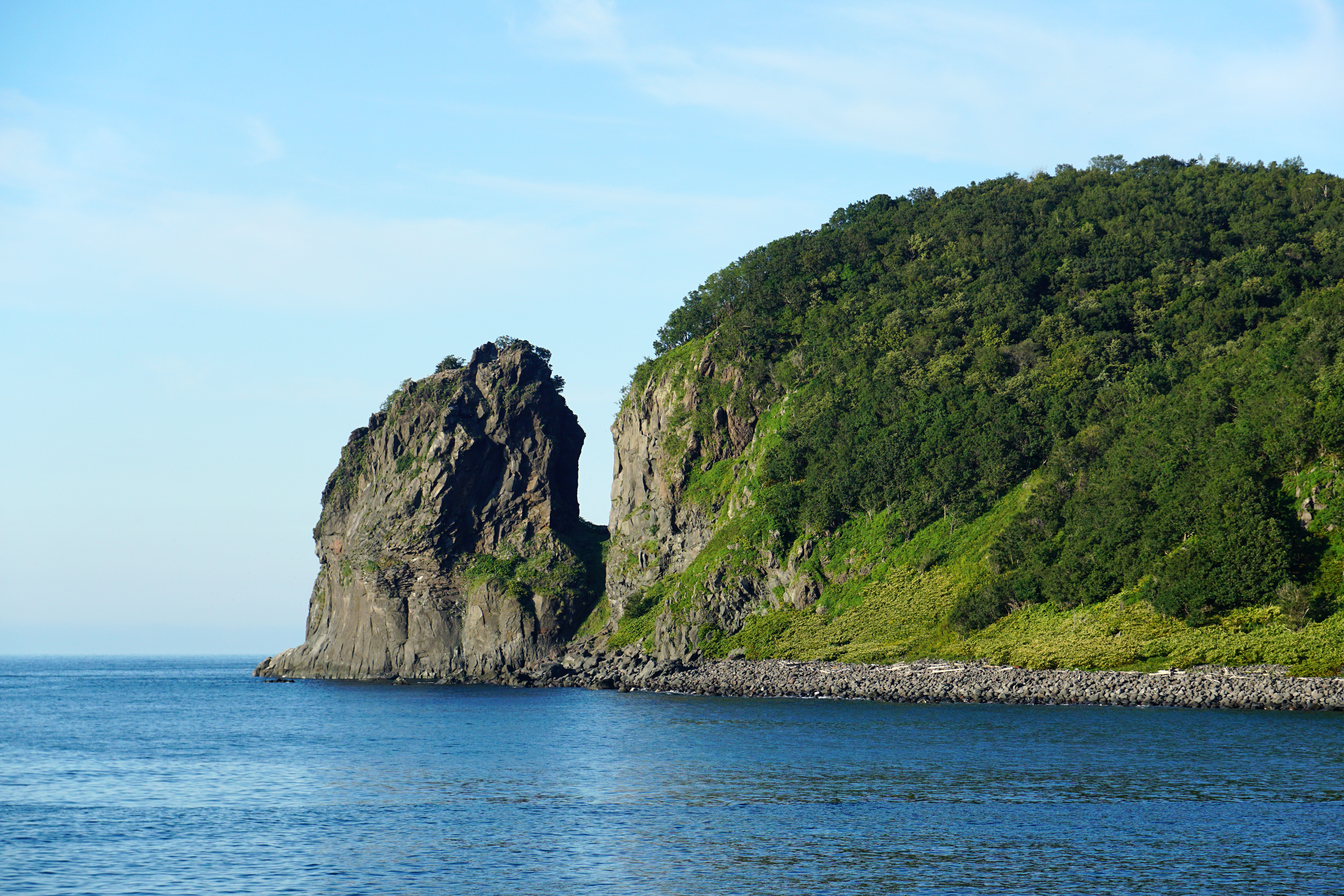
Sicht auf Kap Puyuni
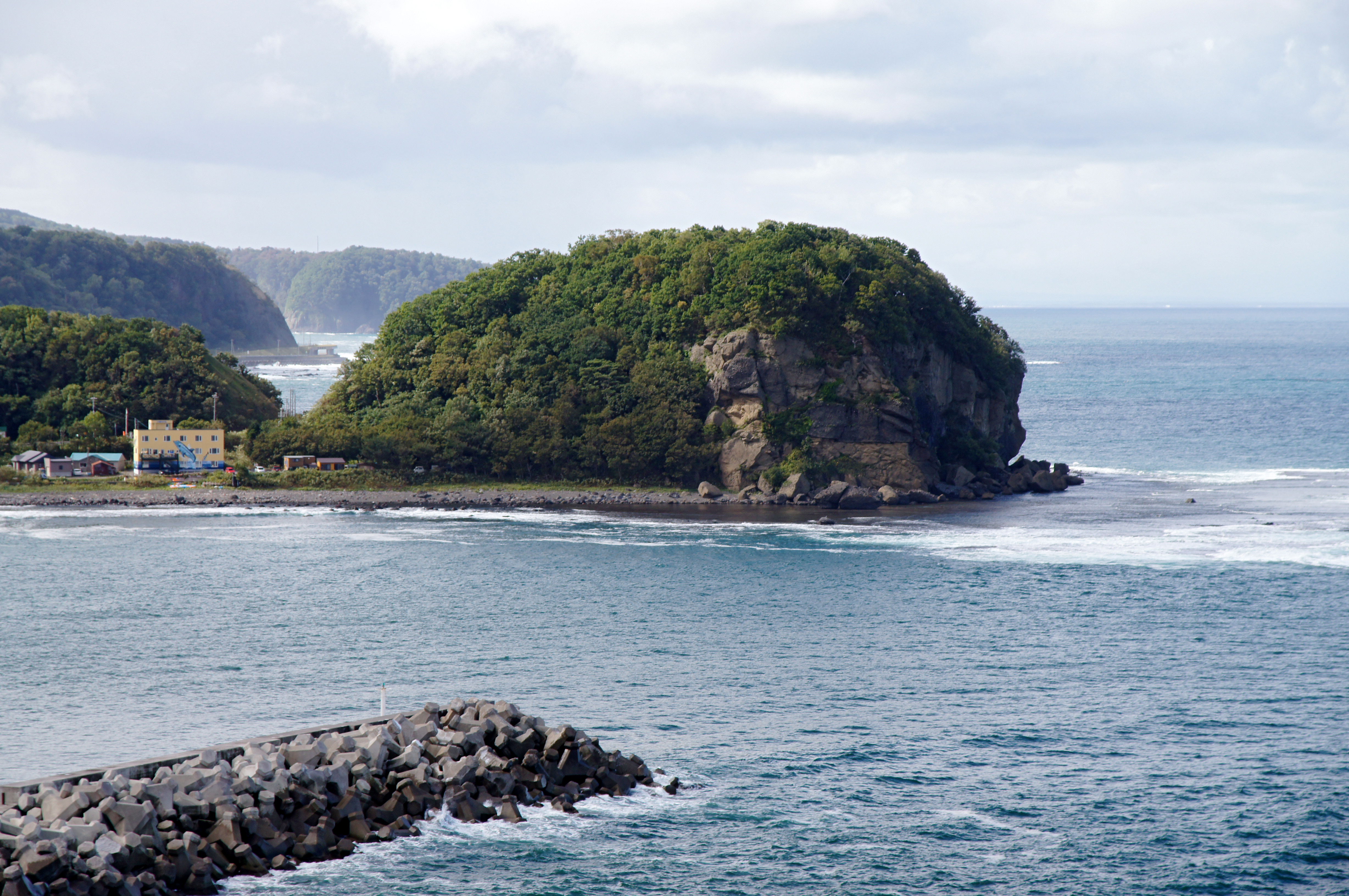
Sicht auf Kap Chashikotsu